# Distrito de Atarib
El distrito de Atarib (en árabe: الأتارب‎ / ALA-LC: al-Atārib) es un distrito (mantiqah) de la gobernación de Alepo en Siria. En el censo de 2004 contaba con una población de 76.962 habitantes. Su centro administrativo es la ciudad de Atarib.
Hasta diciembre de 2008, Atarib era un subdistrito dentro del Distrito del Monte Simeón.

## Divisiones
El distrito de Atarib se divide en 3 subdistritos o Nāḥiyas. Dado que no hay ningún censo oficial posterior a 2008, no se conoce la población de los subdistritos.